# Devon Teuscher
Devon Teuscher (* 1989 in Pennsylvania) ist eine US-amerikanische Tänzerin.

## Leben
Devon Teuscher begann ihre Tanzausbildung bei Deanna Doty von der Champaign Urbana Ballet Academy in Champaign, Illinois. Als ihre Familie nach Vermont zog, setzte sie ihre Ausbildung an der Vermont Ballet Theatre School in Essex, unter der Leitung von Alex und Kirsten Nagiba fort. Im Alter von elf Jahren nahm Teuscher an der Kirov Ballet Academy teil. Sie nahm auch zwei Jahre lang mit einem Vollstipendium am Sommer-Intensivprogramm des Pacific Northwest Ballet teil.
Von 2002 bis 2006 besuchte Teuscher das Summer Intensive des American Ballet Theatre (ABT) und war von 2003 bis 2006 Stipendiatin. Im Januar 2005 zog Teuscher nach New York, um an der Jacqueline Kennedy Onassis School des ABT mit Vollstipendium zu tanzen.
Teuscher kam 2006 zur ABT Studio Company, wo sie Hauptrollen in Raymonda, Les Sylphides, Schwanensee, Dornröschen und verschiedenen Werken von Jessica Lang tanzte. Seit Dezember 2007 ist sie Auszubildende am American Ballet Theatre und seit Juni 2008 am Corps de Ballet. Seit August 2014 ist sie Solistin und seit September 2017 Solotänzerin.